# Transkrypcja McCune’a-Reischauera
Transkrypcja McCune’a-Reischauera, MCR (kor. 매큔-라이샤워 표기법) – system transkrypcji alfabetu koreańskiego opracowany w 1937 roku przez dwóch amerykańskich uczonych: George’a McCune’a i Edwina Reischauera. 
Obecnie jest to najpopularniejszy na całym świecie sposób latynizacji alfabetu koreańskiego w pracach naukowych, mimo oficjalnego przyjęcia w 2000 roku przez Koreę Południową tzw. latynizacji poprawionej.
| Litera koreańska (hangul) | Transkrypcja McCune’a-Reischauera | Transkrypcja McCune’a-Reischauera | Transkrypcja McCune’a-Reischauera | Transkrypcja McCune’a-Reischauera | Transkrypcja McCune’a-Reischauera | Transkrypcja McCune’a-Reischauera | Transkrypcja McCune’a-Reischauera |
| ------------------------- | --------------------------------- | --------------------------------- | --------------------------------- | --------------------------------- | --------------------------------- | --------------------------------- | --------------------------------- |
| Litera koreańska (hangul) | Samogłoski                        |                                   |                                   |                                   |                                   |                                   |                                   |
| ㅏ                        | a                                 |                                   |                                   |                                   |                                   |                                   |                                   |
| ㅑ                        | ya                                |                                   |                                   |                                   |                                   |                                   |                                   |
| ㅓ                        | ŏ                                 |                                   |                                   |                                   |                                   |                                   |                                   |
| ㅕ                        | yŏ                                |                                   |                                   |                                   |                                   |                                   |                                   |
| ㅗ                        | o                                 |                                   |                                   |                                   |                                   |                                   |                                   |
| ㅛ                        | yo                                |                                   |                                   |                                   |                                   |                                   |                                   |
| ㅜ                        | u                                 |                                   |                                   |                                   |                                   |                                   |                                   |
| ㅠ                        | yu                                |                                   |                                   |                                   |                                   |                                   |                                   |
| ㅡ                        | ŭ                                 |                                   |                                   |                                   |                                   |                                   |                                   |
| ㅣ                        | i                                 |                                   |                                   |                                   |                                   |                                   |                                   |
| ㅐ                        | ae                                |                                   |                                   |                                   |                                   |                                   |                                   |
| ㅒ                        | yae                               |                                   |                                   |                                   |                                   |                                   |                                   |
| ㅔ                        | e                                 |                                   |                                   |                                   |                                   |                                   |                                   |
| ㅖ                        | ye                                |                                   |                                   |                                   |                                   |                                   |                                   |
| ㅚ                        | oe                                |                                   |                                   |                                   |                                   |                                   |                                   |
| ㅟ                        | wi                                |                                   |                                   |                                   |                                   |                                   |                                   |
| ㅢ                        | ŭi                                |                                   |                                   |                                   |                                   |                                   |                                   |
| ㅘ                        | wa                                |                                   |                                   |                                   |                                   |                                   |                                   |
| ㅙ                        | wae                               |                                   |                                   |                                   |                                   |                                   |                                   |
| ㅞ                        | we                                |                                   |                                   |                                   |                                   |                                   |                                   |
| ㅝ                        | wŏ                                |                                   |                                   |                                   |                                   |                                   |                                   |
| Spółgłoski                |                                   |                                   |                                   |                                   |                                   |                                   |                                   |
| ㄱ                        | k, g                              |                                   |                                   |                                   |                                   |                                   |                                   |
| ㄴ                        | n                                 |                                   |                                   |                                   |                                   |                                   |                                   |
| ㄷ                        | t, d                              |                                   |                                   |                                   |                                   |                                   |                                   |
| ㄹ                        | r, n, l                           |                                   |                                   |                                   |                                   |                                   |                                   |
| ㅁ                        | m                                 |                                   |                                   |                                   |                                   |                                   |                                   |
| ㅂ                        | p, b                              |                                   |                                   |                                   |                                   |                                   |                                   |
| ㅅ                        | s, sh                             |                                   |                                   |                                   |                                   |                                   |                                   |
| ㅇ                        | ng                                |                                   |                                   |                                   |                                   |                                   |                                   |
| ㅈ                        | ch, j                             |                                   |                                   |                                   |                                   |                                   |                                   |
| ㅊ                        | ch'                               |                                   |                                   |                                   |                                   |                                   |                                   |
| ㅋ                        | k'                                |                                   |                                   |                                   |                                   |                                   |                                   |
| ㅌ                        | t'                                |                                   |                                   |                                   |                                   |                                   |                                   |
| ㅍ                        | p'                                |                                   |                                   |                                   |                                   |                                   |                                   |
| ㅎ                        | h                                 |                                   |                                   |                                   |                                   |                                   |                                   |
| ㄲ                        | kk                                |                                   |                                   |                                   |                                   |                                   |                                   |
| ㄸ                        | tt                                |                                   |                                   |                                   |                                   |                                   |                                   |
| ㅃ                        | pp                                |                                   |                                   |                                   |                                   |                                   |                                   |
| ㅆ                        | ss                                |                                   |                                   |                                   |                                   |                                   |                                   |
| ㅉ                        | tch                               |                                   |                                   |                                   |                                   |                                   |                                   |

## Przykłady
| Nazwa polska     | (kor.)   | Transkrypcja McCune’a-Reischauera |
| ---------------- | -------- | --------------------------------- |
| hangul           | 한글     | han’gŭl                           |
| Korea Południowa | 대한민국 | Taehan Min’guk                    |
| Seul             | 서울     | Sŏul                              |
| Pjongjang        | 평양     | P’yŏngyang                        |
| Czedżu           | 제주     | Cheju                             |
| Panmundżom       | 판문점   | P’anmunjŏm                        |